# スピードとナイフ
「スピードとナイフ」は、日本のロックバンド、ザ・クロマニヨンズの5枚目のシングルである。
2008年8月27日、自身のレーベルHAPPY SONG RECORDSからリリースされた。

## 解説
- 初回生産限定盤にはザ・クロマニヨンズのライブ映像が収録されたDVDが付いている。
- ミュージックステーションに出演時、「スピードとナイフ」を演奏するも、短縮版ではなくフルコーラスを演奏した。（これは珍しいことではなく「ギリギリガガンガン」でも同様のことがあった）その結果、尺が足りなくなりラストのBメロとサビのテロップが出ないという事態になった。

## 収録曲
1. スピードとナイフ
（作詞・作曲:甲本ヒロト）
2. オレなとこ
（作詞・作曲:甲本ヒロト）
3. たこあげ大会
（作詞・作曲:真島昌利）

## 参加アーティスト
- 甲本ヒロト
- 真島昌利
- 小林勝
- 桐田勝治